# Myrsine perreticulata
Myrsine perreticulata är en viveväxtart som beskrevs av J.J. Pipoly. Myrsine perreticulata ingår i släktet Myrsine och familjen viveväxter. Inga underarter finns listade i Catalogue of Life.